# Thiméon
Thiméon est une section de la commune belge de Pont-à-Celles, située en Région wallonne dans la province de Hainaut.

## Géographie

### Situation
Le village est situé entre Gosselies, Viesville et Mellet.

### Hydrographie
Thiméon est traversé par trois ruisseaux : le Tintia et deux de ses affluents, le ruisseau Thiméon et le Ri aux Leus,,. Le Tintia se jette dans le Piéton. Il fait partie du bassin de la Meuse.

## Évolution démographique
- Sources : INS, Rem. : 1831 jusqu'en 1970 = recensements, 1976 = nombre d'habitants au 31 décembre[6].

## Histoire
En 880, les Vikings sont battus à Thiméon par le roi de Francie orientale Louis III.

## Liste des bourgmestres de 1830 à 1977
- Alphonse Wiaux, de 1908 à 1918 et de 1926 à 1937.

## Patrimoine et folklore

### Patrimoine architectural

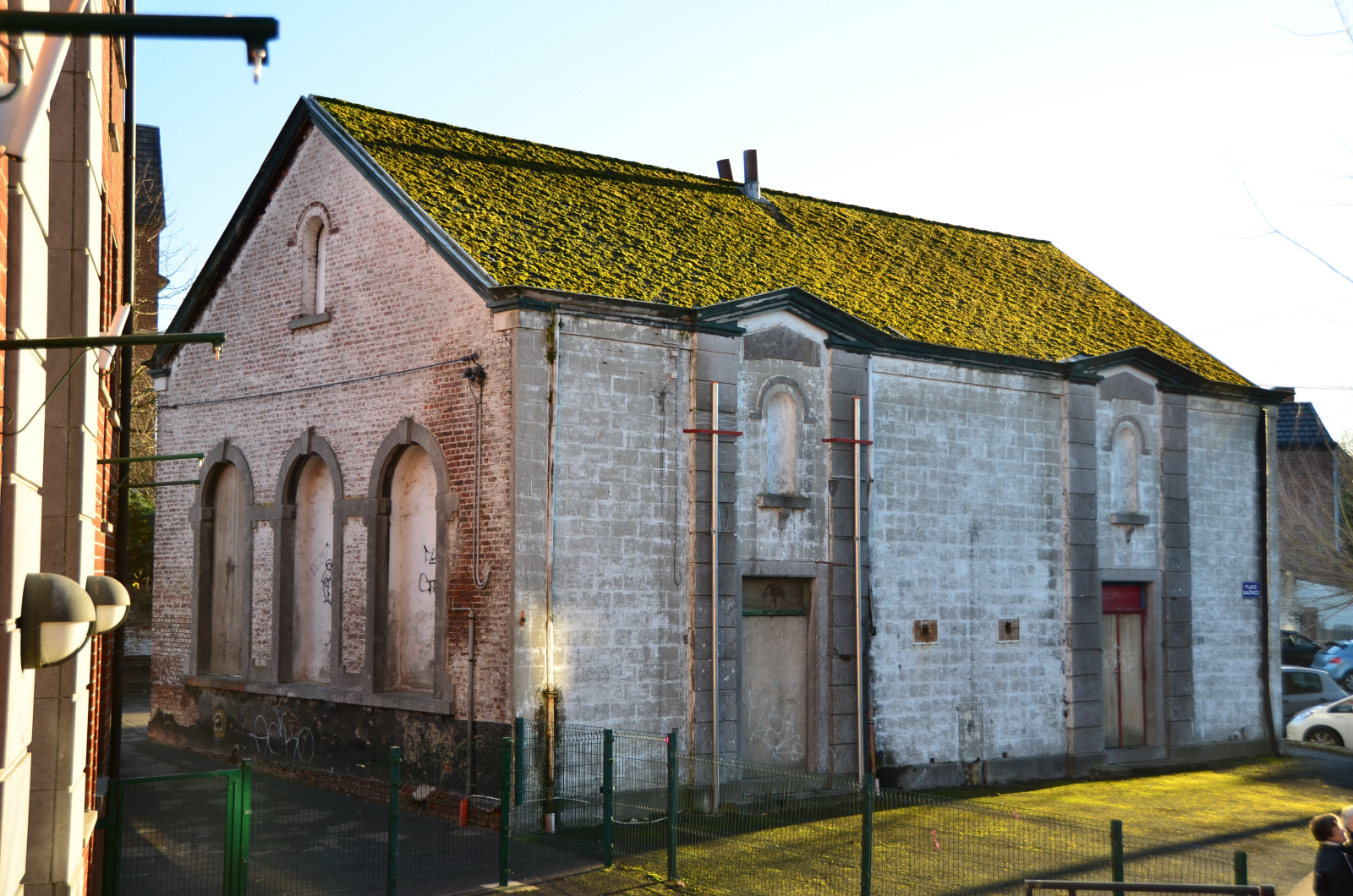
L'ancienne école communale avant rénovation.

- Église Saint-Martin. Édifice dont subsiste le sanctuaire originel, l'église fut reconstruite entre 1674 et 1678, la tour est de style classique relevée en 1774. Transformation de la nef latérale en 1835, en 1894 et 1895, elle fut restaurée par l'architecte Sonneville qui lui donne un aspect néo-gothique[7].
- Ferme de l'Evêché aussi appelée ferme de Floreffe du nom de l'abbaye dont qu'elle dépendait sous l'Ancien Régime[7]. Elle se situe chaussée de Fleurus.
- École communale. Petit édifice néo-classique, construit vers 1830 ou 1850[8]. Elle se situe place Fond Nachez.
- Ferme de la Pitence, remontant sans doute au XVIIe siècle bien que fortement remaniée au XXe siècle, ancienne ferme de l'abbaye de Floreffe[8].
- Presbytère, ancienne résidence des religieux de Floreffe, convertie en presbytère au début du XIXe siècle[9]. Il se situe rue Abbé Offlain.

### Folklore
Chaque année, le village est en partie traversé par le tour de la Madeleine (aussi appelée Marche de la Madeleine, procession ayant lieu le dimanche le plus proche du 22 juillet de chaque année, jour de la fête de la Sainte Madeleine.
Les marcheurs de la procession se réunissent à la Têre al danse sur le territoire de Thiméon et défilent en ordre devant les édiles communaux.